# Phenakospermum guyannense
La palma del viaggiatore sudamericana (Phenakospermum guyannense (A.Rich.) Endl. ex Miq.) è una pianta appartenente alla famiglia delle Strelitzaceae, ed è l'unica specie del genere Phenakospermum.

## Descrizione
La pianta ha un fusto che oscilla da 7 a 8 metri di altezza, le foglie sono grandi e verdi a forma di ventaglio, l'inflorescenza è eretta e costituita da circa 25 fiori di color crema che si aprono durante il tramonto. I frutti sono delle capsule dalle quali, a maturazione, fuoriescono i semi di colore arancione.

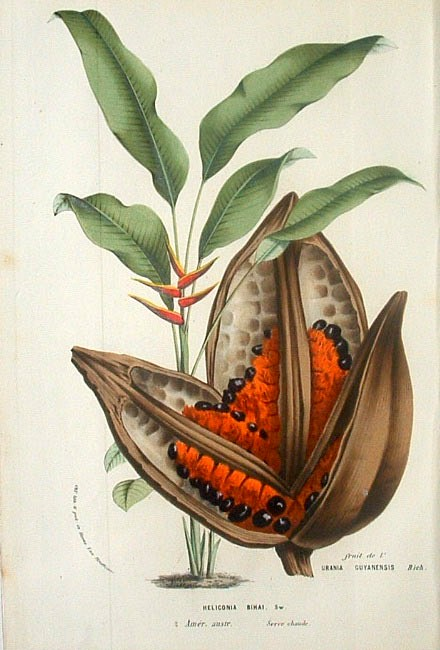
Tavola botanica
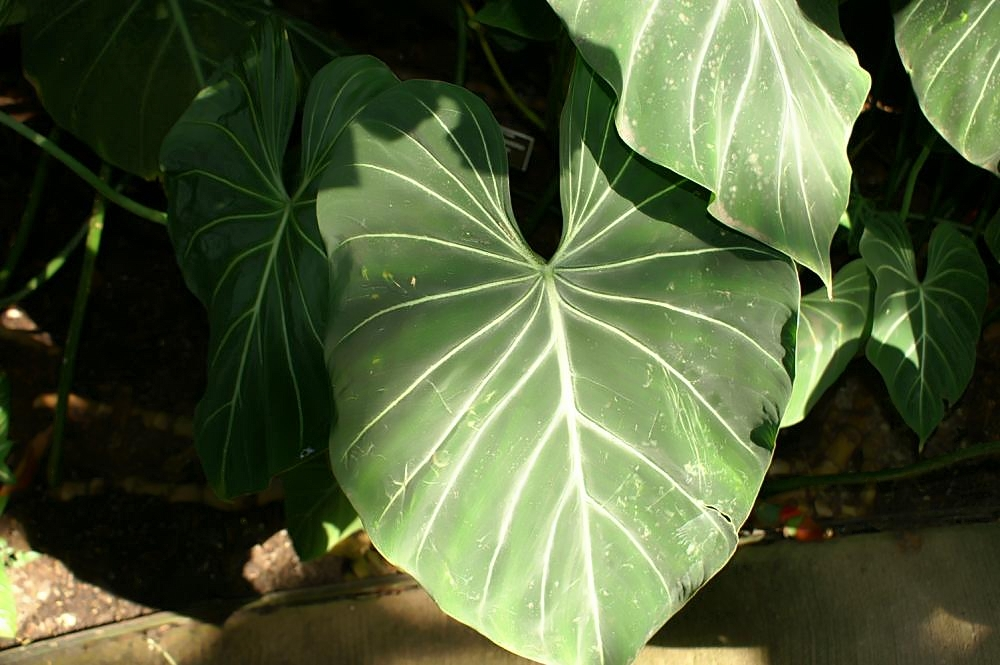
Le foglie
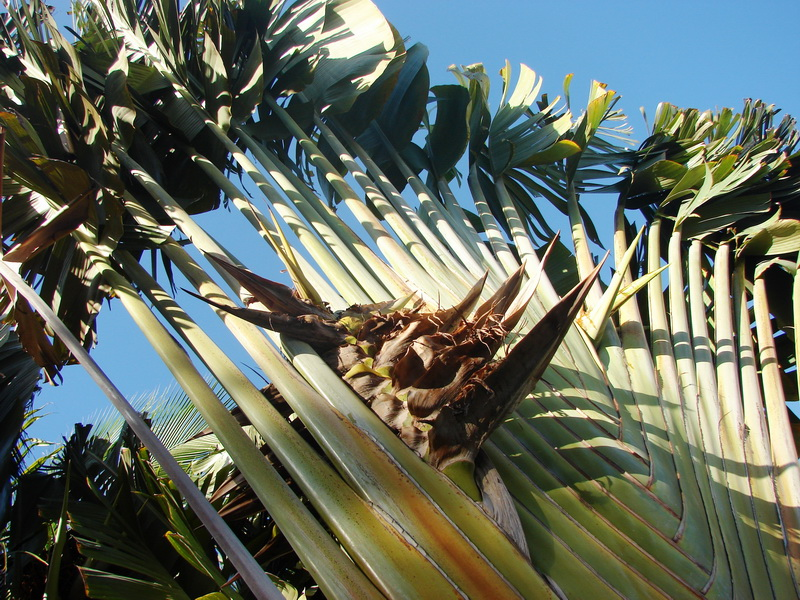
I frutti
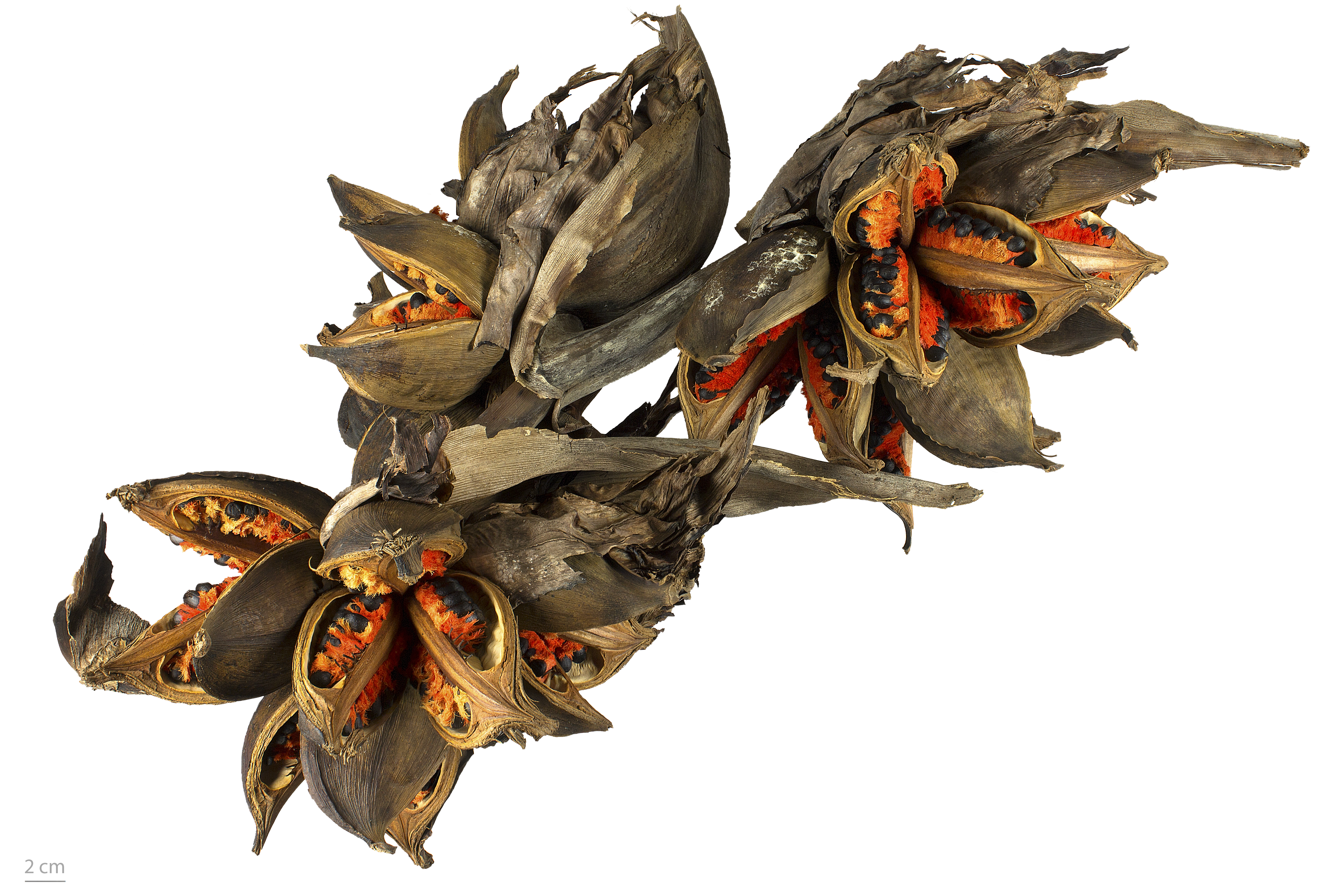

## Distribuzione e habitat
La pianta è originaria del Sud America tropicale.